# Pierre Lizet
Pour les articles homonymes, voir Lizet.
Pierre Lizet, né à Salers en 1482 et mort à Paris le 17 juin 1554, est un magistrat français.

## Biographie

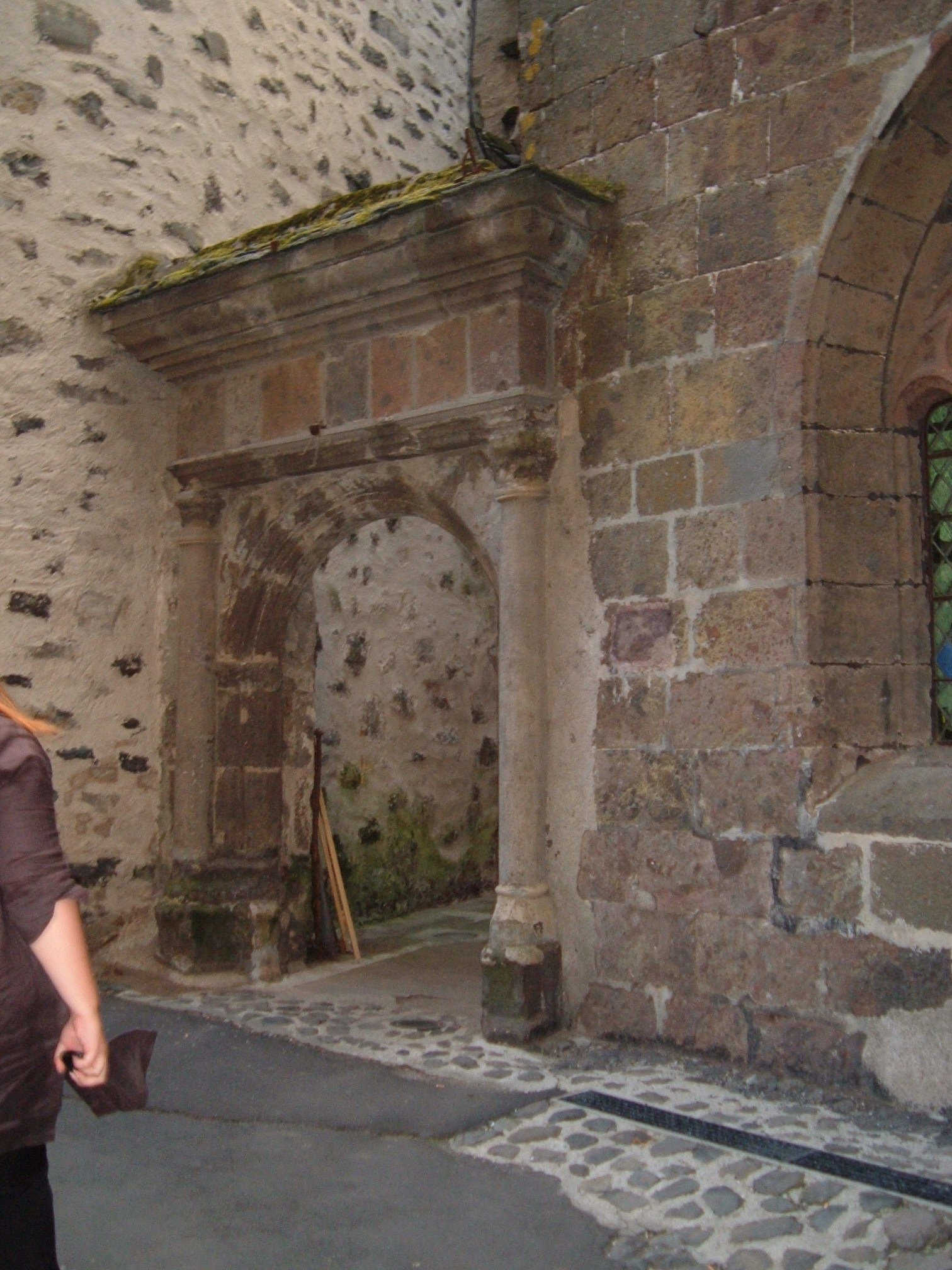
Maison de Pierre Lizet

D’abord avocat au parlement de Paris, Lizet s’éleva aux plus hautes charges de la magistrature. Élu conseiller en 1515, il fut avocat général en 1517 et succéda, le 20 décembre 1529, à Jean de Selve à la charge de premier président au même parlement, qu’il occupa pendant près de vingt années et fut à l’origine de la Chambre ardente contre les protestants. Une intrigue de cour, ourdie par le cardinal de Lorraine et la duchesse de Valentinois, le força, en 1550, à se démettre de ses fonctions.
Henri II, auquel il représenta son extrême pauvreté, et qui ne pouvait méconnaître ses services, lui ayant donné l’abbaye Saint-Victor, située dans un faubourg de Paris, Lizet y employa le reste de ses jours à étudier les Pères de l’Église et à écrire contre les protestants.
Les écrivains calvinistes se vengèrent de son intolérance et de ses persécutions en livrant à la risée publique ses œuvres théologiques, écrites dans un style diffus et en latin barbare. Ils le tournèrent cruellement en ridicule dans une satire burlesque intitulée : Epistola magistri Benedicti Passavantii, attribuée à Théodore de Bèze. On connaît aussi la Complainte de messire Pierre Lizet sur le trépas de son feu nez.
Sa réputation de jurisconsulte fut quelque peu ternie par ses élucubrations de théologien. Cependant Pierre Lizet avait des connaissances en droit romain, dont il était fortement épris. Il avait été chargé, en 1538, avec le conseiller Mathé, de réformer la coutume de Berry. Également très dévoué aux intérêts du fisc, Lizet a laissé une Pratique judiciaire pour l’instruction et décision des causes criminelles et civiles.
À sa mort, Lizet avait fondé un hospice à Salers et quelques bourses dans un collège de Paris.
Théodore de Bèze lui a composé une épitaphe:
Hercules desconfit iadis

Serpens, geans, & autres bestes.

Roland, Oliuier, Amadis

Feirent voler lances & testes.

Mais, n'en desplaise a leurs conquestes,

Liset, tout sot & ignorant,

A plus faict que le demourant

Des preux de nations quelconques,

Car il feit mourir en mourant

La plus grand'beste qui fut oncques.

## Sources
- Notices d'autorité :   - VIAF
  - ISNI
  - BnF (données)
  - IdRef
  - LCCN
  - GND
  - Italie
  - Espagne
  - Belgique
  - Pays-Bas
  - Vatican
  - Tchéquie
  - WorldCat
- Hipployte Ferréol Rivière, Histoire des institutions de l’Auvergne, t. 2, Paris, A. Marescq aîné, 1874, p. 167-8.
- Laurent Lizet, "Histoire de la Famille Lizet entre le XIVè et le XVIè siècle", manuscrit de 1986, une copie est déposée auprès de la Société Historique du Pays de Salers (SHPS).